# Luzón
Luzón es el nombre de la mayor y más importante isla de Filipinas, tanto política como económicamente, y uno de los tres grandes grupos de islas del país junto con Bisayas y Mindanao. Como grupo de islas incluye la propia isla de Luzón, Batanes y Babuyán al norte, las islas de Catanduanes, Marinduque, Masbate, Romblón y Mindoro en el sur. Las islas de Palawan, que históricamente pertenecían a la región administrativa de Luzón, se transfirieron a la Región VI (Bisayas Occidentales) en 2005.
Luzón tiene un área de 104.688 km², lo que la convierte en la decimoséptima mayor isla del mundo. En ella se encuentran tanto la capital del país, Manila, como la ciudad más poblada, Ciudad Quezón. Se trata de una isla montañosa. Al oeste se encuentra el mar de la China meridional, al este el mar de Filipinas y al norte el estrecho de Luzón. 
En los mapas antiguos recibía el nombre de Luçonia o Luçon (Lução en la ortografía actual) y sus habitantes eran llamados luções. Históricamente, Luzón era conocida también como Nueva Castilla, mientras que a su vez, hacia la mitad del siglo XIX, los chinos conocían España como Lusong (pinyin: Lüsong; 呂宋) por Luzón.
Es muy curiosa la extraña relación existente, en lo que a toponimia se refiere, entre el pueblo de Luzón, en España, y la isla homónima de Filipinas. Ahonda más en el misterio el hecho de que en la localidad de Molina de Aragón (Luzón en Guadalajara-España pertenece al Señorío de Molina) exista el conocido como "Palacio del Virrey de Manila", construido para Fernando de Valdés y Tamón, gobernador de Filipinas desde el 14 de agosto de 1729 a julio de 1739. En este sentido, algunas fuentes orales señalan en visitas guiadas al palacio que quizá el virrey  tuviera un relación sentimental con una joven luzonera. Sin embargo, esta postura no está nada clara y difícilmente se sostiene. Ya que quien si contrajo matrimonio pero con una joven molinesa (Tomasa Josefa de la Muela y Navarro) fue su hijo de igual nombre y después de que su padre viniese de Filipinas.

## Historia
Las islas Filipinas, y especialmente Luzón, estuvieron unidos por puentes de tierra al resto de Asia, a través de los cuales los indígenas aetas arribaron a las islas, hace más de 15 000 años.
Los austronesios provenientes de Taiwán llegaron al norte de Luzón durante la gran expansión austronesia, alrededor del 2500 a. C., para posteriormente extenderse por el resto de Filipinas y el sudeste asiático marítimo.
El primer contacto con España tuvo lugar en el siglo XVI con la llegada de los primeros conquistadores españoles, encabezados por Martín de Goiti, Juan de Salcedo y Miguel López de Legazpi que arribaron entre 1570 y 1571 para reclamar las tierras para el rey de España.
La isla fue el centro de la batalla durante la Revolución Filipina. Fue en dicha isla donde Emilio Aguinaldo proclamó la independencia filipina.
Durante la guerra filipino-estadounidense, las fuerzas estadounidenses combatieron a las guerrillas filipinas en varias partes de la isla. En 1901 el general estadounidense J. Franklin Bell declaró al periódico New York Times que "Una sexta parte de los habitantes de Luzón habían sido asesinados o habían muerto a causa del dengue en los dos últimos años. La pérdida de vidas ha sido grande, pero pienso que ningún hombre ha sido asesinado excepto cuando su muerte ha servido para los legítimos propósitos de la guerra. Es necesario adoptar lo que otros países probablemente hubieran pensando era una medida severa, pero el filipino es difícil y astuto y debe ser combatido con sus mismas armas."
El 8 de diciembre de 1941, la aviación japonesa ataca las bases estadounidenses en Luzón, lanzando una campaña que iba a dar pie al desembarco de fuerzas de ocupación japonesas en varias partes de la isla (véase Campaña de Filipinas (1941-1942)). Los principales desembarcos se produjeron en el golfo de Lingayen el 22 de diciembre. Debido a la superioridad de las fuerzas japonesas, las tropas filipinas y estadounidenses comenzaron una serie de retiradas por fases hacia la península de Batán, donde esperaban poder resistir hasta que llegaran refuerzos de Estados Unidos y evitar el uso por los japoneses de la bahía de Manila a través del control de la isla del Corregidor en la punta sur de Batán. La batalla de Batán tuvo lugar durante varios meses, pero las fuerzas filipinas y estadounidenses fueron finalmente abrumadas por la superioridad japonesa. Las fuerzas japonesas completaron la ocupación de Luzón, pese a que eran hostigadas por las guerrillas filipinas y estadounidenses, en muchos casos luchando en los mismos lugares donde las fuerzas de Estados Unidos fueron acosadas durante la guerra filipino-estadounidense.
Tras los primeros aterrizajes en las islas de Leyte y Mindoro, fuerzas de Estados Unidos llegaron a Luzón, en el golfo de Lingayen, el 9 de enero de 1945. Siguiendo la misma ruta hacia el sur que tomaron los japoneses entre 1941 y 1943 avanzaron hacia Manila y lucharon contra los japoneses en la Batalla de Manila desde febrero a marzo de ese mismo año. Las tropas estadounidenses también aterrizaron en muchos otros sitios de la isla y dirigieron sus esfuerzos a liberar a los prisioneros de guerra de los campos de Cabanatúan y de Los Baños. Debido al avance de los estadounidenses, las fuerzas japonesas se retiraron a las montañas de Luzón desde donde combatieron largamente contra las fuerzas estadounidenses a mediados de 1945. 
Luzón y el resto de Filipinas fueron oficialmente liberados en septiembre de 1945 por tropas mexicanas, australianas y estadounidenses tras la batalla en la isla.

## División administrativa

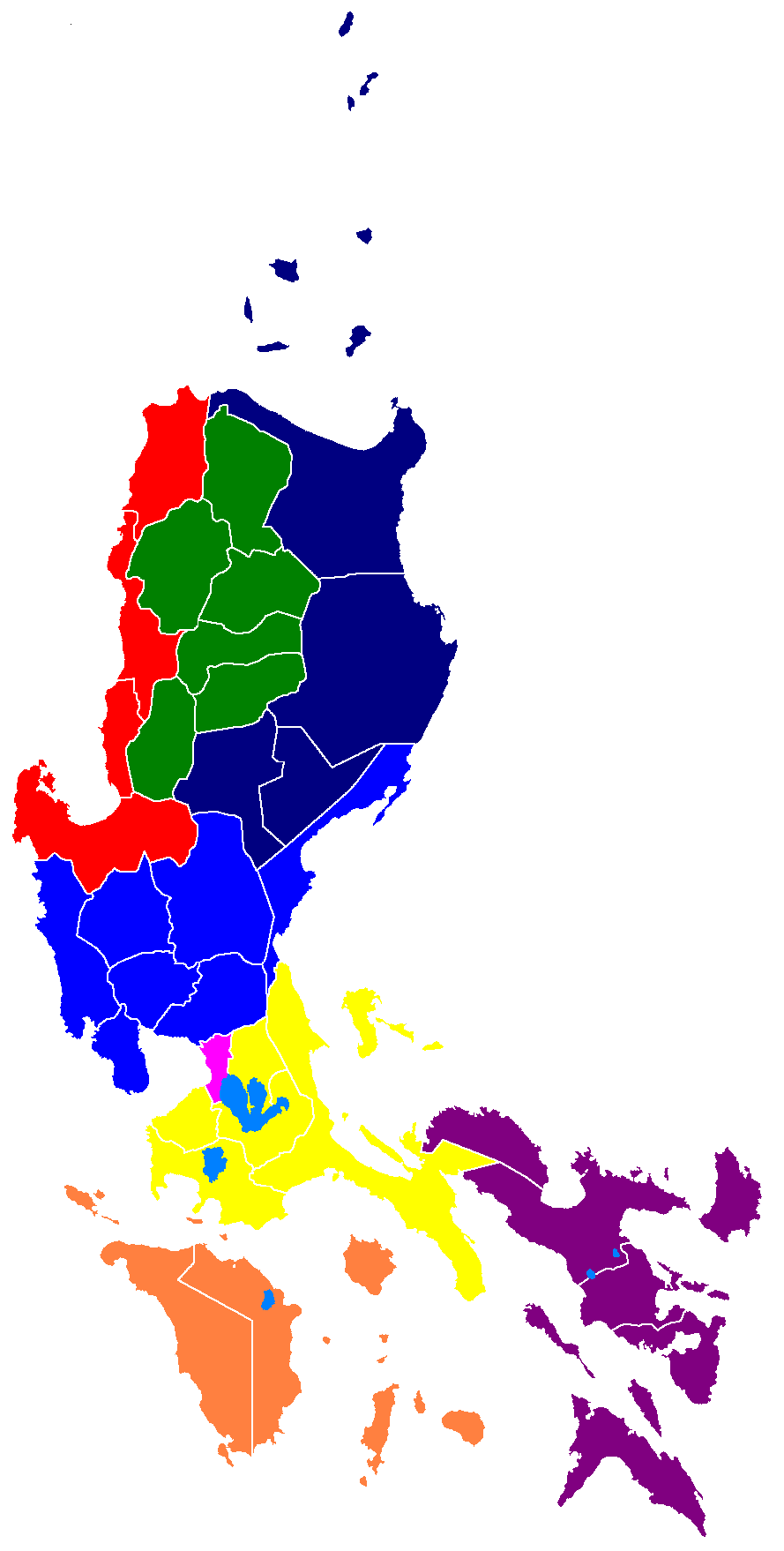
Mapa coloreado de Luzón por regiones.
Bicolandia
Valle del Cagayán
Calabarzón
Luzón Central
La Cordillera
Ilocos
Gran Manila
MIMAROPA

La isla de Luzón está dividida administrativamente en ocho regiones y cada una de estas regiones en varias provincias. Sus centros administrativos son meramente una formalidad sin mayor relevancia que la de ser la cabeza de las oficinas de turismo regionales. El poder está controlado por los gobiernos provinciales.
Dichas regiones son:
- Ilocos (Región I)
- Valle del Cagayán (Región II)
- Luzón Central (Región III)
- Calabarzón (Región IV-A)
- MIMARO (Región IV-B)
- Bicolandia (Región V)
- La Cordillera
- Gran Manila

## Geografía
Luzón tiene una extensión de 104 688 kilómetros cuadrados, lo que la convierte en la decimoquinta isla más extensa del mundo. Con sus 39 500 000 de habitantes (poco más del 38% del total del país) es la quinta isla más poblada del planeta. La densidad demográfica media alcanza los  359,2 hab./km².
La capital de Filipinas, Manila, así como la ciudad más poblada, Quezón están situadas en la isla. Es una isla muy montañosa en la que está situado el Monte Pulag, la segunda montaña más alta del país, y el famoso volcán Mayón. La isla está rodeada por el mar de la China Meridional al oeste, al este por el mar de Filipinas, al norte por el estrecho de Luzón incluido el canal de Babuyán y el de Balintang.
La mayor parte de la isla es aproximadamente rectangular a lo que se añade al sudeste la península de Bícol. Al norte de la isla se encuentra la mayor cordillera del país, la Cordillera Central, el monte Pulag, se encuentra situado en ella y tiene una altitud de 2923 metros. Al este de la Cordillera Central se encuentra el Valle del Cagayán producido por el río Cagayán, el mayor río de Filipinas. Al este del valle se levanta la Sierra Madre una de las más largas del país.
La Sierra Madre se extiende por la parte central y sur de la isla. Entre ella y las Montañas Zambales al oeste se sitúa la llanura de Luzón Central. Esta llanura, con una extensión de 11 000 km², es la mayor productora de arroz del país. Entre los ríos que riegan esta llanura, los más largos son el río Agno al norte y el Pampanga al sur. En la mitad de la llanura se alza solitario el Monte Arayat. Al oeste, en las montañas Zambales, se levanta el Monte Pinatubo, famoso por su enorme erupción ocurrida en 1991.

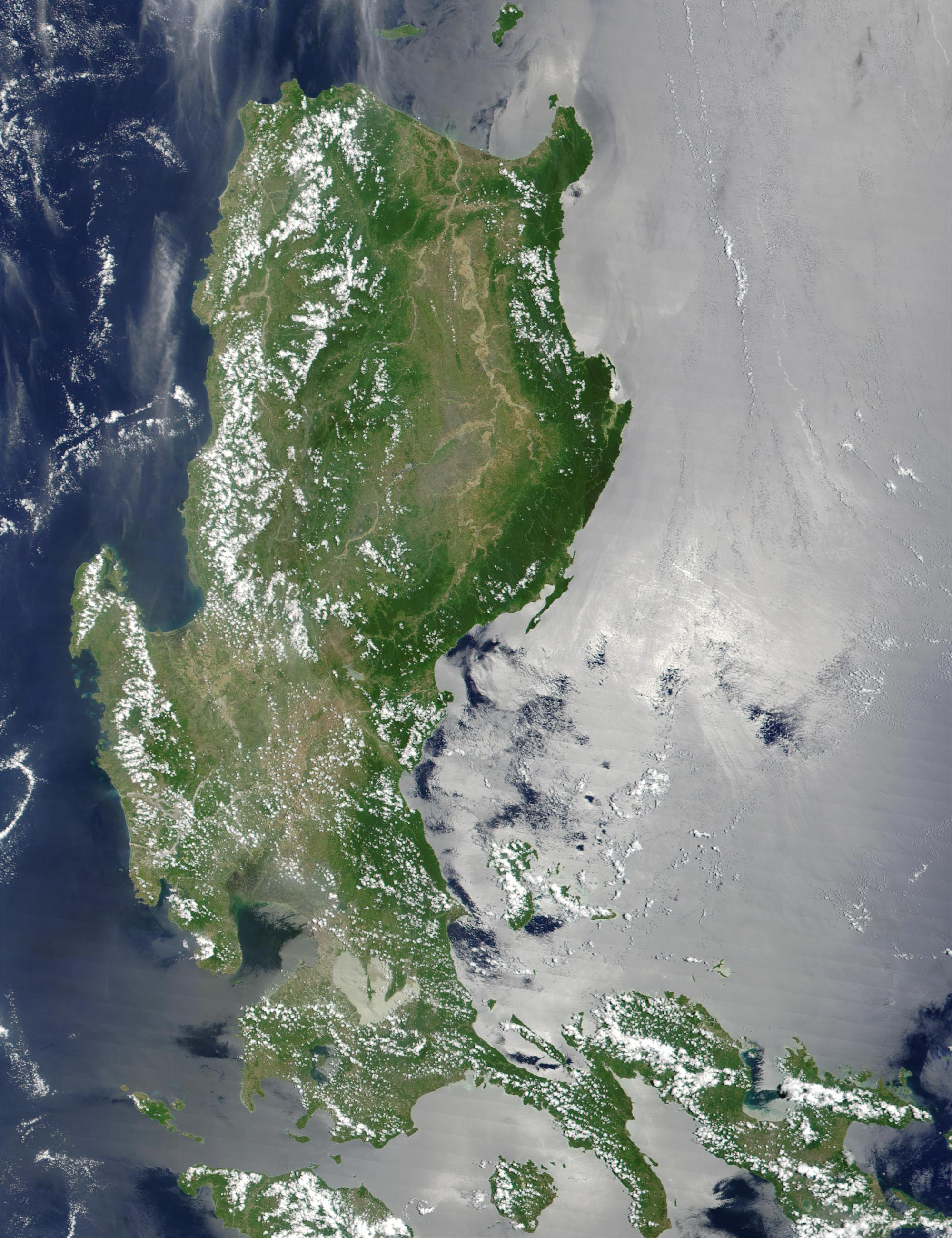
Luzón.

Los montes Zambales llegan hasta el mar por el norte, formando el Golfo de Lingayen, hogar del Hundred Islands National Park. También al sur los montes se extienden hasta el sur formando la península de Batán, la cual rodea la bahía de Manila. Este puerto natural es considerado como uno de los mejores puertos naturales del este de Asia, debido a su tamaño y a su situación estratégica.
Al sur de la bahía de Manila se encuentra el mayor lago del país, y también el mayor lago interior del sudeste asiático, la Laguna de Bay. Este lago de 949 km² está alimentado por el río Pasig en la bahía de Manila. El río Pasig es uno de los ríos más importantes del país debido a su importancia histórica y debido también a que atraviesa el centro del Gran Manila.
A 20 km² al sudoeste de la Laguna de Bay se encuentra el lago Taal, en el sudoeste de la isla. Esta caldera contiene el volcán más pequeño de Filipinas, Volcán Taal, que se alza en la isla situada en el medio del lago. A su vez el volcán tiene un lago en su cráter. Todos los alrededores del lago Taal fueron en parte de un gran volcán prehistórico que cubría la parte sur de la provincia de Cavite, Tagaytay y la provincia de Batangas.
Al suroeste de Luzón se encuentre la isla de Mindoro, separada por el Pasaje de Isla Verde. El pasaje conecta el mar de la China Meridional con la bahía de Tayabas. Al sur de la bahía se encuentra la isla de Marinduque.
La parte sureste de Luzón está dominada por la península de Bícol, una montañosa y estrecha región que se extiende aproximadamente 150 km al sudeste. A lo largo de la península se encuentran numerosos golfos y bahías, entre ellas, la bahía de San Miguel y la de bahía de Lamón, que contiene la isla Alabat y que está al sur de las isla Polillo en la provincia de Quezón. 
Al este de la península se encuentra la isla Catanduanes y encabezándola la península de Caramoan. En la punta superior de Bícol se encuentra la isla de Sámar, separada por el estrecho de San Bernardino. La península de Bícol está conectada a la parte principal de Luzón a través del istmo de Tayabas. En la parte sur del istmo se encuentra la península de Bondoc.
En la península de Bícol se encuentran también numerosos volcanes. El más famoso es el volcán Mayón en Albay. Este volcán de 2.460 metros de altitud está formado simétricamente y es un símbolo para la región de Bícol. Otras montañas destacables son el monte Isarog y el monte Iriga en Camarines Sur y el monte Bulusán en Sorgoson.
Localizados en la costa sudoeste de la península de Bícol se encuentran las islas de Ticao, Burias y Masbate.

## Demografía

### Grupos étnicos
La población de Luzón, al igual que la del resto de Filipinas, está dividida en varios grupos etnolingüísticos. Estos grupos habitan en diferentes áreas de la isla.
Los ilocanos predominan en la región de Ilocos y en el Valle del Cagayán, los pangasineses habitan principalmente en Pangasinán, mientras que los kapampanganos habitan en Pampanga, Tarlac y en el resto de Luzón Central. Mientras que los tagalos se encuentran en Calabarzón y en Gran Manila. Los bicolanos se sitúan en Bícol. Otros grupos étnicos están también presentes como los aetas de Zambales, los ibanag de Cagayán, los Catalanganes del río homónimo y los igorrotes de La Cordillera.
Debido a recientes migraciones, poblaciones de musulmanes y chinos se pueden encontrar en áreas urbanas. Poblaciones de descendientes de españoles y otros países europeos, latinoamericanos, estadounidenses, japoneses, coreanos, desis y mestizos también son reseñables.
El español tuvo gran trascendencia en la isla, debido principalmente a la población ilustrada (incluyendo al propio José Rizal) así como a las autoridades del Imperio español. El español fue la lengua de la Revolución Filipina y, en 1899, la Constitución de Malolos lo proclamó como lengua oficial. Sin embargo, su usó descendió debido a la ocupación estadounidenses de las Filipinas y a la imposición del inglés.

### Religión
Las religiones mayoritarias en la isla son el cristianismo, sobre todo en la confesión católica aunque también hay grupos protestantes como la Iglesia Filipina Independiente, y la Iglesia ni Cristo. Tradiciones y ritos indígenas también están presentes.
Considerables comunidades de budistas y de musulmanes se pueden encontrar en el Gran Manila debido a los movimientos migratorios principalmente.

### Idiomas

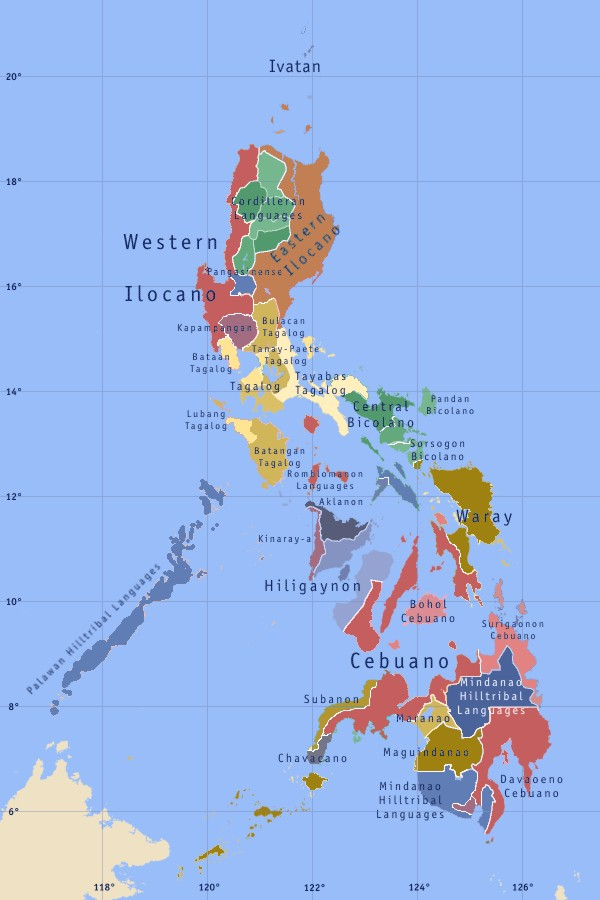
Mapa de los grupos etnolingüísticos dominantes en Filipinas.

Casi todas las lenguas habladas en Luzón pertenecen al grupo de Borneo-Filipinas perteneciente a las lenguas malayo-polinesias que son una rama de la familia de lenguas austronesias. Las más importantes lenguas regionales son el tagalog, el ilocano, el bikol, el kapampangan y el pangasinense. El inglés y el lan-nang, son usadas por muchos habitantes.